# Катуар Георгій Львович
Георгій Львович Катуар (27 квітня 1861, Москва — 21 травня 1926, Москва) — російський теоретик музики і композитор французького походження.

## Біографія
Предки Катуара на початку XIX ст. переселилися в Росію з Лотарингії.
Народився в сім'ї крупних підприємців, відомими московськими комерсантами були обидва його брати, Андрій і Лев Катуари. У юності вчився гри на фортепіано в Москві у Карла Клиндворта (друга Вагнера); у 1879 році вступив до Вагнерівского товариства.
У 1884-му закінчив фізико-математичний факультет Московського університету.
Деякий час намагався брати участь у сімейному бізнесі, але інтерес до музики взяв гору, і Катуар поїхав у Берлін для продовження музичної освіти у того, Клиндворта, який переселився туди; у консерваторії Клиндворта і Шарвенки займався також у Філіпа Рюфера. У 1886 році під час однієї з поїздок в Москву він був представлений П. І. Чайковському, що високо оцінив його здібності. У Москві Катуар також спілкувався з С. І. Танєєвым і А. С. Аренським.
За рекомендацією Чайковського в 1888 році Катуар відправився в Санкт-Петербург до Н. А. Римського-Корсакова, який потім перенаправив його до А. К. Лядова; спілкування з цими двома композиторами завершило композиторську освіту Катуара.
У 1917—1926 — професор Московської консерваторії, де викладав спецкурс гармонії, форму (спільно з Г. Е. Конюсом і Н. Я. Брюсовою) і композицію. Цінним результатом викладацької і наукової діяльності Катуара стала книга «Теоретичний курс гармонії» (у двох частинах, 1924-25 рр.) — перший в історії російського музикознавства досвід теоретичного осмислення гармонії, на основі функціональної теорії Г. Римана і вчення про гармонію Ф. О. Геварта. Серед новацій в гармонійному вченні Катуара: розвиток поняття відхилення класиікація хроматичних інтервалів на інтервали «по положенню» і «по суті» (ч.1, c.72), перший російською мовою систематичний огляд неакордових звуків (ч.2, сс.14-40), обговорення ультрахроматичних інтервалів та акордів (ч.1, с. 99.)
Підручник Катуара «Музична форма», відредагований його учнями (ч. 1 вийшла посмертно, у 1934, ч. 2. у 1936), — важлива віха в прикладній царині музикознавства, зайнятої вивченням форми.
Серед учнів Катуара Д. Б. Кабалевський, Л. О. Половинкін, Д. М. Циганов і С. В. Євсєєв, Л. А. Мазель та ін.

## Творчість
Основні твори: симфонія c — moll, симфонічна поема «Мцирі», кантата «Русалка», фортепіанне тріо, романси на вірші Лермонтова, Тютчева, О. К. Толстого, Апухтіна, В.Соловйова, К.Бальмонта.

### Музичні твори
- Op. 1 no. 4 Lied for voice and piano on Lermontov's «Нет, не тебя так пылко я люблю…»
- Op. 2 Trois Morceaux for piano: 1. Chant intime, E major 2. Loin du Foyer, E♭ major 3. Soiree d'Hiver D major
- Op. 3 Caprice for piano G♭ major
- Op. 5 «Rusalka» cantata for solo voice, women's chorus, orchestra
- Op. 6 Six Morceaux for piano: 1. Rêverie, A major 2. Prélude, G♭ major, 3. Scherzo, B♭ major 4. Paysage, A major 5. Intermezzo, B♭ major 6. Contraste, B minor
- Op. 7 Symphony
- Op. 8 Vision (Etude) for piano
- Op. 9 no. 1 Lied for voice and piano on Apukhtin's «Знов весна»
- Op. 9 no. 4 Lied for voice and piano on Apukhtin's «Вечір»
- Op. 10 Cinq Morceaux for piano: 1. Prelude 2. Prelude 3. Capriccioso 4. Reverie 5. Legende
- Op. 11 no. 1 Lied for voice and piano on Lermontov's «Пісня Русалки»
- Op. 11 no. 4 Lied for voice and piano on A. Tolstoy's «Не ветер, вея с высоты…»
- Op. 12 Quatre Morceaux for piano: 1. Chant du soir 2. Meditation 3. Nocturne 4. Etude fantastique
- Op. 14 Piano Trio in F minor
- Op. 15 First sonata for violin and piano
- Op. 16 Quintet in c minor for two violins, viola, and two violoncellos
- Op. 17 Quatre Morceaux for piano
- Op. 19 no. 1 Lied for voice and piano on F. Tiutchev's «Как над горячею золой…»
- Op. 19 no. 2 Lied for voice and piano on F. Tiutchev's «Silentium! (Молчание!)»
- Op. 20 Second sonata for violin and piano «Poem»
- Op. 21 Piano Concerto
- Op. 23 String quartet
- Op. 24 Chants du Crepuscle for piano
- Op. 26 Elegie for violin and piano
- Op. 29 no. 3 Lied for voice and piano on F. Tiutchev's «Сей день, я помню…»
- Op. 29 no. 6 Lied for voice and piano on F. Tiutchev's «Полудень»
- Op. 30 Valse for piano
- Op. 31 Piano Quartet in A minor
- Op. 32 no. 4 Lied for voice and piano on K. Balmont's «Слова смолкали…»
- Op. 33 Six poems by Vladimir Soloviev for voice and piano
- Op. 34 Quatre Morceaux for piano: 1. Poeme 2. Poeme 3. Prelude 4. Etude
- Op. 35 Tempete for piano
- Op. 36 Etude for piano
- Concert transcription of J.S. Bach's Passacaglia in C minor for piano

Твори Катуара виконували Давид Ойстрах, Олександр Гольденвейзер, Марк-Андре Амлен, Ганна Засимова, Лаурент Бройнингер, Леонід Коган, Мстислав Ростропович.

## Сім'я
- Онук — піаніст і педагог Павло Валеріанович Месснер.
- Племінник — французький композитор Жан Катуар.
- Племінниця Катерина Андріївна — мати французького русиста і видавця Н. А. Струве.